# تروكولر
تروكولر (بالإنجليزية: Truecaller)‏ هو تطبيق للهواتف الذكية، لديه ميزات تحديد المتصل، وحظر المتصل، ورسائل وامضة، وتسجيل المكالمات (على أندرويد على نسخة 8 فما فوق)، والدردشة والدردشة الصوتية من خلال استخدام الإنترنت. يطلب من المستخدمين إدخال رقم هاتف خلوي من أجل التسجيل بالخدمة. التطبيق متاح على نظامي أندرويد، وآي أو إس.

## التاريخ
طور تروكولر من قبل True Software Scandinavia AB، وهي شركة خاصة لديها مكتب رئيسي في ستوكهولم، السويد، تأسست من قبل آلان ماميدي، ونامي زارينغالام في عام 2009، ولكن معظم الموظفيين في الهند.
في البداية، أطلق تطبيق تروكولر على نظامي سيمبيان وويندوز موبايل، في 1 يوليو 2009. وفي 23 سبتمبر 2009 أطلق التطبيق لنظامي اندرويد وآيفون، وفي 27 فبراير 2012، أطلق التطبيق لأجهزة بلاك بيري، وفي 1 مارس 2012 أطلق التطبيق لأجهزة ويندوز فون، وفي 3 سبتمبر 2012 أطلق التطبيق لأجهزة نوكيا سلسلة 40.
في سبتمبر 2012، بلغ عدد مستخدمي تروكولر خمسة ملايين مستخدم، وبلغت عدد عمليات البحث عن أرقام الهواتف 120 مليون عملية بحث كل شهر. وفي 22 يناير 2013 وصل تروكولر إلى عشرة ملايين مستخدم. في 5 ديسمبر 2014 تجاوز عدد مستخدمي التطبيق حاجز ال100 مليون مستخدم على مستوى العالم. وفي يناير 2017، وصل تروكولر إلى 250 مليون مستخدم حول العالم. في 19 أبريل 2018، أعلنت تروكولر عن بلوغها 100 مليون مستخدم نشط يومياً على مستوى العالم، وانتقلت في أقل من عام من 100 مليون مستخدم نشط شهرياً إلى 100 مليون مستخدم نشط يومياً. وفي 4 فبراير 2020، تخطى 200 مليون مستخدم شهرياً في كل العالم، 150 مليون من المستخدمين كانوا من الهند.
في 18 سبتمبر 2012، أعلنت تك كرانش، عن استثمار 1.3 مليون دولار أمريكي، من قبل شركتي اوبن أوشن، ونوكيا، بطريقة رأس المال المغامر، من أجل دفع تروكولر للوصول العالمي. صرح تروكولر أنه سيستخدم هذا التمويل الجديد لتوسيع منطقة تغطيته في الأسواق، بشكل خاص، شمال أمريكا، وأسيا، والشرق الأوسط.
في فبراير 2014، استلمت تروكولر تمويل قدره 18.8 مليون دولار من Sequoia Capital، وأعلن رئيس تروكولر لينهامر، مع مستثمر خاص لم يسميه عن شراكة مع يلب لاستخدام بيانات يلب للمساعدة في تحديد هوية أرقام هواتف رجال الأعمال. وفي أكتوبر 2014، استلمت تروكولر 60 مليون دولار من شركتي نيكلاس زينستورم، وكلينير بيركز.
في أكتوبر 2014، أطلقت تروكولر تطبيق باسم Truedialer يستبدل تطبيق الاتصال الافتراضي على الهاتف، ويستخدم قاعدة البيانات الهائلة لتطبيق تروكولر في التعرف على الأرقام التي تُحاول أنت الاتصال بها. وأصدرت الشركة تحديثاً للتطبيق تضمن تصميم لغة ماتيريال ديزاين الأنيقة.
في 7 يوليو 2015 أطلقت تروكولر تطبيقها للمراسلة النصية القصيرة تحت اسم «تروماسنجر» حصرياً في الهند فقط. يتيح تروماسنجر للمستخدمين تحديد هوية مرسل الرسائل النصية القصيرة، جنباً إلى جنب مع ميزة القائمة السوداء والتي بإمكان المستخدم وضع أصحاب أرقام الرسائل المزعجة فيها. وكان الهدف من إطلاق التطبيق هو زيادة قاعدة المستخدمين للشركة في الهند. الذين يعدون الجزء الأكبر من المستخدمين النشيطين من مجموع مستخدميها. وفي أغسطس 2015، أعلنت شركة تروكولر عن توفر التطبيق لجميع مستخدمي أندرويد.
في ديسمبر 2019، أعلنت تروكولر عن خطتها للإطلاق عرضها العام الأولي في عام 2022.

## التحديثات
في فبراير 2015، أطلقت تروكولر تحديث تضمن مجموعة من الإضافات الجديدة ومجموعة من التحسينات، وقامت بتغيير كامل لتصميم التطبيق، وإضافة خاصية بحث جديدة. وفي فبراير 2015، أصدرت تروكولر تحديثاً يُعالج استهلاك التطبيق لمعالجات الهواتف. وفي ديسمبر 2017 أطلق تحديث جديد لهواتف أندرويد، تتضمن تحسينات، ومنها تحسين عملية البحث عن الأرقام، وتحسين آلية الكشف عن الأرقام الغريبة، وتحسين في حجب المكالمة وحظرها قبل إطلاق رنين الاتصال، وإصلاح مشكلة تأخير فتح الرسائل القصيرة. في ديسمبر 2016، حصل تروكولر على تحديث جديد، جعلت فيه التطبيق كتطبيق جهات الاتصال الافتراضي للهواتف، ووفر ميزة معرفة ما إذا كان أحد جهات الاتصال متفرغ للتحدث أم لا، بالإضافة إلى إمكانية الحصول على تذكير أو إشعار بالمكالمات الفائتة، وتغيير تصميم التطبيق وتحديد الألوان ونوع الخط وبعض علامات التبويب التي تم دمج بعضها ببعض وأخرى تم نقلها.
وفي مارس 2016، أطلقت تحديثاً جديدة تضمن سجل للمكالمات الذكية يقوم باستبدال الأرقام المسجلة بهاتفك بأسمائها الحقيقية، وإضافة الأرقام المجهولة وبأسمائها وكل المعلومات المتاحة، وخاصية معرفة مكان تواجد الرقم الذي ستتصل فيه، مع تصميم جديد لواجهة التطبيق، ورمز إيقونة جديدة. في سبتمبر 2017 أطلقت تحديث جديد لنظام أي أو أس، تضمن ميزة تصفية الرسائل غير المرغوب بها من على خدمة Imessage، بالتالي سيقوم التطبيق بتصفية تلقائية للرسائل النصية القصيرة وMMs وإرسالها مباشرة إلى علامة التبويب غير المرغوب بها. في سبتمبر 2016، صدر تحديث جديد لنظام تشغيل ويندوز 10 موبايل، تضمن إظهار الرقم المتصل دون الحاجة للإتصال بالإنترنت، وعرض الصور الشخصية للرقم المتصل، وإمكانية للمستخدمين بقبول أو رفض الإشعارات دون الحاجة لفتح التطبيق، وتحسينات وإصلاحات على أداء واستجابة للتطبيق ككل. في أغسطس 2017 اطلقت تروكولر تحديثاً قامت فيه بالتكامل مع تطبيق Duo، إذ أن التحديث سيكون اختصار سريع لإجراء مكالمة مرئية مع أحد جهات الإتصال، بدون أن يتطلب منك مغادرة Truecaller. في تحديث أطلقته في أغسطس 2017، دعمت تروكولر إمكانية إرسال الأموال لأي جهة إتصال، وأتاحت كذلك ميزة طلب الأموال. وهي متاحة للهند فقط. في أكتوبر 2018 أطلقت أصداراً جديدة تضمن ميزة التراسل في تطبيقها على نظامي أندرويد وأي آو آس. وفي يوليو 2018 في تحديث أطلقته تروكولر، تضمنت إمكانية تسجيل المكالمات، إلا أن الميزة تم تضمينها في النسخة المدفوعة، بالإضافة إلى ميزات مثل، من مشاهد ملفي الشخصي، والتجربة الخالية من الإعلانات. في يناير 2018 أصدرت تروكولر تحديث جديد يدعم نظام تشغيل أندرويد فقط، تضمن دعم التطبيق عملية النسخ الاحتياطي لجميع بيانات التطبيق، إذ كان في السابق عند تغيير الهاتف أو إلغاء تثبيت التطبيق ومن ثم إعادة تثبيته يؤدي إلى فقدان كل الاتصالات وسجلات المكالمات وجميع البيانات. في أكتوبر 2010، أطلق تحديث تضمن إدخال العنصر الاجتماعي الأكبر وهو التراسل،

## مشاكل الأمان والخصوصية
في 17 يوليو، 2013، تم اختراق خوادم تروكولر من قبل الجيش السوري الإلكتروني. وكان الموقع يعمل على نسخة ووردبريس 3.5.1 التي صدر لها تحديث أمني لكن إدارة الموقع تجنبت تحديثه، مما مكن فريق المخترقين من سرقة ملايين السجلان من أرقام الهواتف وأسماء أصحابها، وقال الجيش السوري الإلكتروني أن «قاعدة البيانات كانت تتضمن ملايين شيفرات الدخول إلى فيس بوك، تويتر، لينكدإن، جي مايل، والتي يمكن إستخدامها لنشر منشورات بأسماء أصحاب الحسابات التي تعرضت للإختراق» وقالوا أنهم تمكنوا من تحميل سبعة قواعد بيانات يصل حجمها الإجمالي إلى 450 غيغا بايت.، وتتضمن هذه البيانات اسم المستضيف واسم المستخدم وكلمة المرور واسم قاعدة البيانات. في مارس 2016 ظهرت ثغرة تسمح للمخترقين بالحصول على بيانات المستخدم أو حتى التلاعب بها، إن استطاعوا الوصول إلى رقم IMEI الخاص بالجهاز، ولكن تحركت تروكولر سريعاً وقامت بتحديث التطبيق وإغلاق الثغرة وإصدار بيان رسمي بما حدث. في 18 يوليو، 2013 أصدرت تروكولر بياناً على مدونتها تقول فيه أن تم اختراق الموقع، ولكنها قالت أن الهجوم لم يُكشف فيه عن أي كلمات مرور أو معلومات البطاقة الائتمانية.
في 23 نوفمبر، 2019 أكتشف باحث هندي أمني، أهراز أحمد، عن ثغرة أمنية تسمح بكشف بيانات المستخدم والنظام ومعلومات الموقع الجغرافي، أكدت تروكولر المعلومات وقامت بإصلاح الثغرة مباشرةً.

## وصلات خارجية
- صفحة تروكولر